# نوکاردیا فارسینیکا
نوکاردیا فارسینیکا گونه‌ای از باکتری‌های جنس نوکاردیا است. این گونه از نظر فنوتیپ بسیار به نوکاردیا آستروئیدس شباهت دارد تا حدی که برخی نمونه‌های نوکاردیا آستروئیدس، بعداً به نام نوکاردیا فارسینیکا تشخیص داده شدند.

## بیماری‌زایی
نوکاردیا فارسینیکا می‌تواند عامل ایجاد نوکاردیوز یا عفونت ثانویه در افراد دارای نقص ایمنی باشد. برخی سویه‌های آن از آبسه‌های مغزی انسانی جدا شده‌اند.

## ژنوم
نوکاردیا فارسینیکا دارای ۶ میلیون جفت‌باز با میانگین درصد گوانیدین و سیتوزین ۷۰٫۸٪ می‌باشد. همچنین سویه توالی یابی شده IFM 10152 نوکاردیا فارسینیکا، دارای پلاسمید، pNF1 و pNF2 می‌باشد. کروموزوم آن ۵٬۶۷۴ چارچوب خوانش باز را کد می‌کند. ممکن است که این ژنوم در نتیجه سازگاری با محیط‌های جدید، دستخوش وقایع متعدد مضاعف شدن ژن شده باشد.